# Aniulus paludicolens
Aniulus paludicolens är en mångfotingart som beskrevs av Ottis Robert Causey 1967. Aniulus paludicolens ingår i släktet Aniulus och familjen Parajulidae. Inga underarter finns listade i Catalogue of Life.